# Ultimax 100
Ultimax 100 là loại súng máy hạng trung do hãng Chartered Industries of Singapore (CIS) nay là Singapore Technologies Kinetics (STK) phát triển theo yêu cầu về một loại súng tự động để tác chiến theo nhóm hỗ trợ và cùng chiến đấu với những khẩu sturmgewehr khác. Sau bốn năm phát triển và thử nghiệm loại súng này đã được lực lượng quân đội Singapore thông qua để đưa vào phục vụ năm 1982. Súng cũng được dùng để xuất khẩu sang các nước khác.

## Thiết kế
Ultimax 100 sử dụng cơ chế nạp đạn bằng khí nén với hệ thống trích khí ngắn, khóa nòng xoay và bắn với bolt mở, ống trích khí nằm ở phía trên nòng súng với 5 chế độ trích khí khác nhau có thể điều chỉnh bằng tay. Một hệ thống chống giật đơn được thêm vào để ngăn việc bolt dừng lại đột ngột mỗi khi kết thúc chu trình lùi bằng cách kéo dài thân súng cùng như quãng đường di chuyển của bolt và thêm vào các lò xo một cách có tính toán. Nút khóa an toàn cũng là nút chọn chế độ bắn nằm ở hai bên thân súng phía trên cò súng với ba chế độ là an toàn, từng viên hoặc tự động. Khe nhả vỏ đạn nằm ở bên phải súng và được bao phủ bởi một miếng che chống bụi.
Hệ thống nhắm cơ bản của súng là điểm ruồi và thước ngắm. Súng có thể sử dụng hộp đạn tròn 100 viên hay hộp đạn 30 viên dạng STANAG. Hộp đạn tròn được làm hầu hết bằng vật liệu tổng hợp với phần trước trong suốt để dễ dàng kiểm tra lượng đạn còn trong hộp, ban đầu loại hộp đạn này dự tính chỉ dùng một lần nhưng sau đó đã đổi ý và chuyển thành tái sử dụng nhiều lần. Súng được tích hợp chân chống chữ V có thể gấp vào gắn ở phần lỗ trích khí và một tay cầm chữ I dưới thân súng phía trước, báng súng có thể tháo ra (súng có thể bắn một cách an toàn dù có hay không có báng). Một điểm khá thú vị cho một loại súng máy là nó có thể lắp lưỡi lê loại thường dùng cho khẩu M16.

## Biến thể
Súng hiện có các mẫu:
- Mark 1: Mẫu thử nghiệm dùng nòng có thể tháo ráp nhanh
- Mark 2: Mẫu nòng cố định.
- Mark 3: Mẫu này có nòng có thể tháo ráp nhanh để tránh quá tải nhiệt, tay cầm phía trên thân súng đóng vài trò hỗ trợ tháo ráp nòng súng. Mỗi khẩu sản xuất được đính kèm một nòng để thay thế, ngoài ra nòng súng còn được sản xuất theo các chiều dài khác nhau tùy yêu cầu như tiêu chuẩn 508 mm và ngắn 330 mm hay 267 mm
- Mark 4: Mẫu phát triển cho lực lượng hải quân Hoa Kỳ bổ sung thêm chế độ bắn ba viên mới. Nhưng nó không dược thông qua.
- Mark 5: Mẫu nâng cấp của Mark 4 gắn thêm thanh răng trên thân súng để gắn thêm các hệ thống chiến đấu phù hợp, cũng như chấp nhận loại hộp đạn dạng tròn hai rãnh mới.

## Các nước sử dụng
- Singapore
- Brunei
- Chile
- Croatia
- Indonesia
- Morocco
- Peru
- Philippines
- Slovenia
- Thái Lan
- Zimbabwe